# Nan Leslie
Nanette June Leslie, detta Nan (Los Angeles, 4 giugno 1926 – San Juan Capistrano, 30 luglio 2000), è stata un'attrice statunitense.

## Filmografia parziale

### Cinema
- Sunset Pass, regia di William Berke (1946)
- La donna della spiaggia (The Woman on the Beach), regia di Jean Renoir (1947)
- Under the Tonto Rim, regia di Lew Landers (1947)
- Wild Horse Mesa, regia di Wallace Grissell (1947)
- Rim of the Canyon, regia di John English (1949)
- Pioneer Marshal, regia di Philip Ford (1949)
- Train to Tombstone, regia di William Berke (1950)
- Iron Mountain Trail, regia di William Witney (1953)
- The Miracle of the Hills, regia di Paul Landres (1959)
- La cortina di bambù (The Bamboo Saucer), regia di Frank Telford (1968)

### Televisione
- The Adventures of Kit Carson – serie TV, 6 episodi (1953-1954)
- Cisco Kid (The Cisco Kid) – serie TV, 5 episodi (1953-1955)
- Il cavaliere solitario (The Lone Ranger) – serie TV, 8 episodi (1949-1955)
- Kings Row – serie TV, episodio 1x02 (1955)
- Corky, il ragazzo del circo (Circus Boy) – serie TV, episodio 1x30 (1957)
- The Gray Ghost – serie TV, episodio 1x09 (1957)
- The Californians – serie TV, 21 episodi (1957-1958)
- Ricercato vivo o morto (Wanted: Dead or Alive) – serie TV, episodio 1x27 (1959)
- Wichita Town – serie TV, episodio 1x07 (1959)
- Perry Mason – serie TV, 2 episodi (1959-1965)
- Philip Marlowe – serie TV, episodio 1x15 (1960)
- Pete and Gladys – serie TV, episodio 1x36 (1961)